# Fira Aeronàutica de Singapur
La Fira Aeronàutica de Singapur (Singapore Airshow) és un esdeveniment aeroespacial biennal que se celebra a Singapur des del 2008. Fou llançat conjuntament per l'Autoritat Aeronàutica Civil de Singapur i l'Agència de Defensa, Ciència i Tecnologia després que Asian Aerospace decidís abandonar Singapur. Se l'ha descrit com la tercera fira aeronàutica del món, després de Le Bourget i Farnborough, així com la principal fira aeronàutica d'Àsia, posició que es disputa amb la Fira Aeronàutica de Dubai.